# Welland
Welland  è una città nel sud-est dell'Ontario, nel Canada. Essa è situata nella penisola del Niagara, vicino alle città di St Catharines e Niagara Falls. La città si caratterizza per la notevole popolazione francofona.
La popolazione nell'ultimo censimento del 2006 ammontava a 49.895 abitanti di cui 37.700 anglofoni e 5.700 francofoni.